# Banguingui
Banguingui (voorheen: Tongkil) is een gemeente in de Filipijnse provincie Sulu. Bij de laatste census in 2007 had de gemeente bijna 23 duizend inwoners.

## Geografie

### Bestuurlijke indeling
Banguingui is onderverdeeld in de volgende 14 barangays:
| - Bakkaan - Bangalaw - Danao - Dungon - Kahikukuk - Luuk - North Paarol | - Sigumbal - South Paarol - Tabialan - Tainga-Bakkao - Tambun-bun - Tattalan - Tinutungan |

## Demografie
Banguingui had bij de census van 2007 een inwoneraantal van 22.502 mensen. Dit zijn 6.569 mensen (41,2%) meer dan bij de vorige census van 2000. De gemiddelde jaarlijkse groei komt daarmee uit op 4,88%, hetgeen hoger is dan het landelijk jaarlijks gemiddelde over deze periode (2,04%). Vergeleken met de census van 1995 is het aantal mensen met 9.531 (73,5%) toegenomen.

De bevolkingsdichtheid van Banguingui was ten tijde van de laatste census, met 22.502 inwoners op 352,59 km², 63,8 mensen per km².